# Saint-Amant-de-Montmoreau
Saint-Amant-de-Montmoreau foi uma comuna francesa na região administrativa da Nova Aquitânia, no departamento de Charente. Estendia-se por uma área de 27,2 km². Em 2010 a comuna tinha 683 habitantes (densidade: 25,1 hab./km²).
Em 1 de janeiro de 2017, passou a formar parte da nova comuna de Montmoreau.